# 바츨라프 탈리히

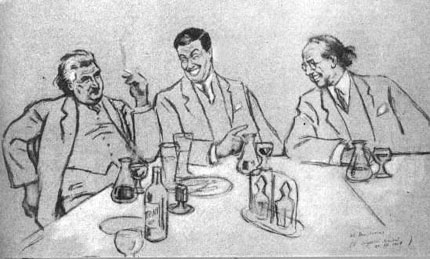

바츨라프 탈리히(Václav Talich, 1883년 5월 28일, 크로메르지시 – 1961년 3월 16일, 베로운)는 체코의 바이올리니스트이자 나중에는 음악 교육자였다. 그는 오늘날 20세기의 가장 위대한 지휘자 중 한 명으로 기억되고 있으며, 그의 많은 음반이 무수히 재발행되었다.
크로메르지에서 태어난 그는 학생 오케스트라 에서 음악 경력을 시작 했다 . 1897년부터 1903년까지 그는 프라하 음악원에서 바이올린을 공부했고, 후에 1903-04 시즌 동안 베를린 필하모닉의 악장이 되었다. 그는 상임지휘자 아르투르 니키슈에게 매료되어 지휘자가 되기로 결심하고 라이프치히에서 니키슈에게 지휘를 공부했다. 그는 1906년 트빌리시에서 처음으로 지휘를 했으며 그의 첫 지휘직은 류블랴나에서 슬로베니아 필하모닉 과 함께였다. 그런 다음 플젠으로 가서 1912년부터 1915년까지 오페라를 지휘했다. 1915년부터 1918년까지 그는 보헤미안 사중주단 (이후 체코 사중주단으로 불림)의 비올리스트였다.
탈리히의 체코 필하모닉에서의 경력은 1918년 10월 30일 수크의 교향시 Zrání 의 초연을 지휘하면서 시작되었다. 1919년부터 1941년까지 그는 오케스트라의 수석 지휘자로 오케스트라의 명성을 세계적 수준으로 끌어올렸고 오케스트라와 함께 광범위하게 여행했으며 EMI를 위해 체코 음악을 녹음했다. 동시에 그는 1926-27 시즌에 스코틀랜드 국립 오케스트라의 수석 지휘자였으며 1926-1936년에는 스톡홀름의 Konsertföreningen Orchestra의 수석 지휘자였다. 1935년에 그는 프라하 국립 극장의 수석 오페라 관리자로 임명되어 그곳에서 야나체크의 작품을 홍보했으며 그의 작품 중 일부는 초연했다. 1944년에 그는 그 자리에서 해고되었고 국립 극장은 나치 정권에 의해 폐쇄되었다.
전쟁 후 탈리히는 공산주의자들에 의해 체포되었고 독일인과 협력했다는 비난을 받았다. 비난은 반박되었고 그는 1946년에 그의 경력을 다시 시작하여 프라하 음악원의 학생들과 함께 체코 챔버 오케스트라를 설립했다. 1948년 정권은 오케스트라를 다른 지휘자를 선택하거나 해산하라는 명령을 내렸을 때 오케스트라는 해산을 선택했다. 그 후 탈리히는 브라티슬라바에서 슬로바키아 필하모닉을 창단하여 1952년까지 지휘했다. 그는 또한 1954년 11월에 체코 필하모닉과의 마지막 공개 공연을 통해 체코 필하모닉과의 관계를 재개할 수 있었지만 1956년까지 녹음과 방송을 했다. 1957년에 그는 체코슬로바키아 최고의 영예인 국민 예술가가 되었다.
특히 드보르자크, 스메타나 및 수크와 같은 체코 작곡가에 대한 해석으로 유명한 탈리히는 또한 야나체크의 오페라를 표준 레퍼토리로 가져오는 데 많은 노력을 기울였다.